# Paphiopedilum rothschildianum
Paphiopedilum rothschildianum é uma espécie de orquídea (Orchidaceae) do Sudeste Asiático.